# ATC code J02
ATC code J02 داروهای ضد قارچ جهت استفادهٔ سیستمیک زیرگروهی درمانی از سیستم طبقه‌بندی شیمیایی درمانی آناتومیک است. این سیستمِ متشکل از کدهای حرفی‌عددی را سازمان جهانی بهداشت برای طبقه‌بندی داروها و سایر تولیدات پزشکی ایجاد کرده است. زیرگروه J02 جزوی از گروه آناتومیک J ضدعفونت‌ها جهت مصارف سیستمیک است.

کدهای مورد استفاده در دامپزشکی (کدهای ATCvet) را می‌توان با گذاشتن حرف Q جلو کدهای انسانی ATC ایجاد کرد: مثلاً QJ02. کدهای ATCvet که فاقد کدهای انسانی متناظر ATC هستند، در فهرست ذیل با حرف آغازین Q ذکر شده‌اند.
ممکن است نسخه‌های ملی از طبقه‌بندی ATC حاوی کدهای اضافه‌ای باشند که در این فهرست (نسخهٔ سازمان جهانی بهداشت) نیامده باشند.

## J02A  Antimycotics  for systemic use

### J02AAآنتی‌بیوتیکs
J02AA01 آمفوتریسین بی
J02AA02 Hachimycin

### J02ABایمیدازولderivatives
J02AB01 میکونازول
J02AB02 کتوکونازول
QJ02AB90 کلوتریمازول

### J02ACTriazolederivatives
J02AC01 فلوکونازول
J02AC02 ایتراکونازول
J02AC03 Voriconazole
J02AC04 پوساکونازول
J02AC05 Isavuconazole

### J02AX Other antimycotics for systemic use
J02AX01 فلوسیتوزین
J02AX04 کسپوفانجین
J02AX05 Micafungin
J02AX06 Anidulafungin